# Mors (Getränk)

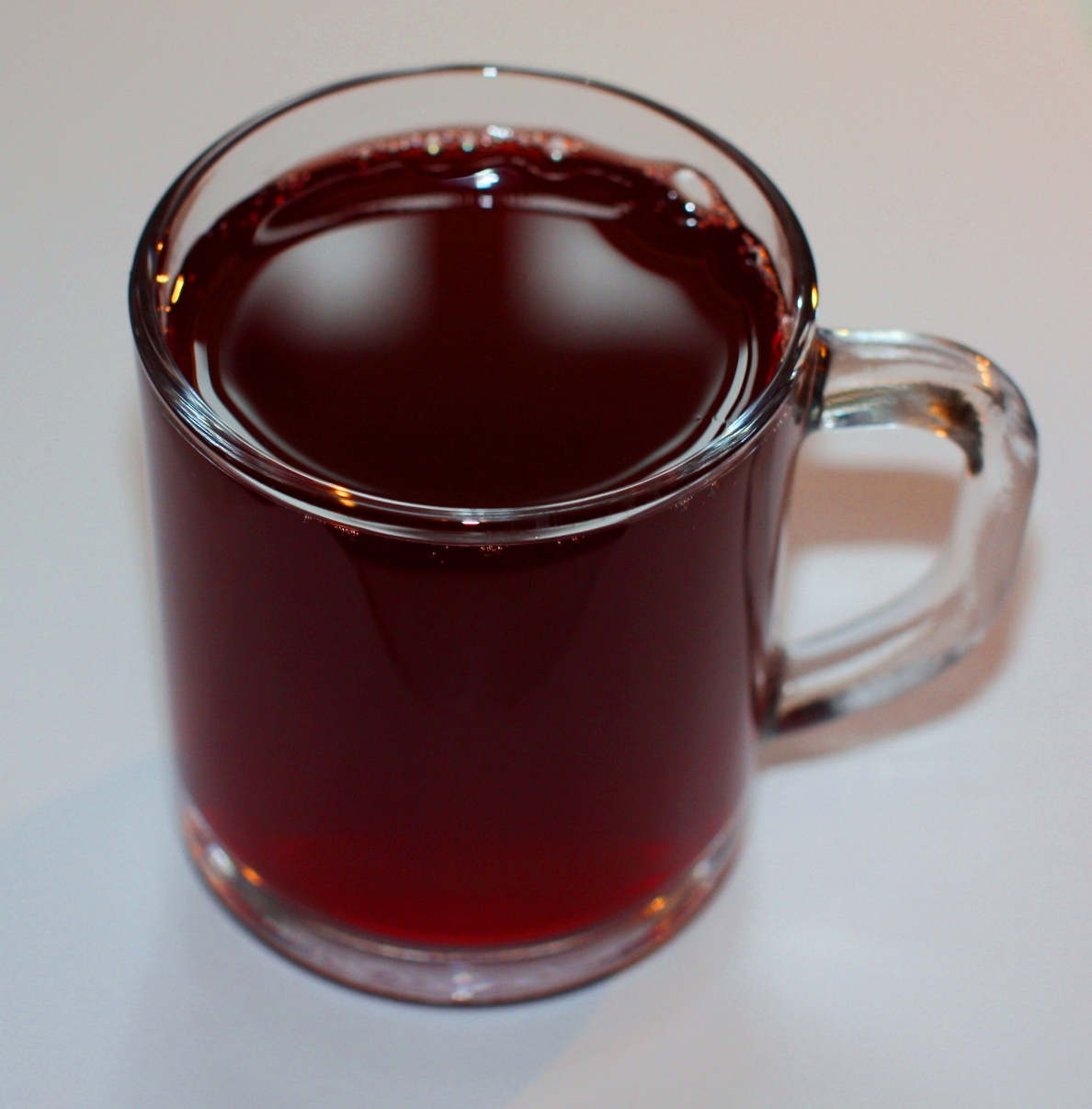
Mors

Mors (russisch морс) ist ein russisches Fruchtsaftgetränk, das aus Beerenobst gewonnen wird.
Zur Herstellung presst man vornehmlich Waldbeeren (Preiselbeeren, Heidelbeeren (Blaubeeren), Moosbeeren, Walderdbeeren, Himbeeren) aus und gießt den Saft ab. Das Fruchtfleisch kocht man aus, seiht es ab und gießt den dabei entstandenen Sud zum Saft hinzu. Zum Schluss verdünnt man die Flüssigkeit mit Wasser und süßt mit Zucker. Auf ein Glas (200–250 ml) Beeren kommt ein Liter Wasser und ein halbes Glas Zucker. Als Heißgetränk wird Mors häufig aus Warenje hergestellt.